# Astrakaner

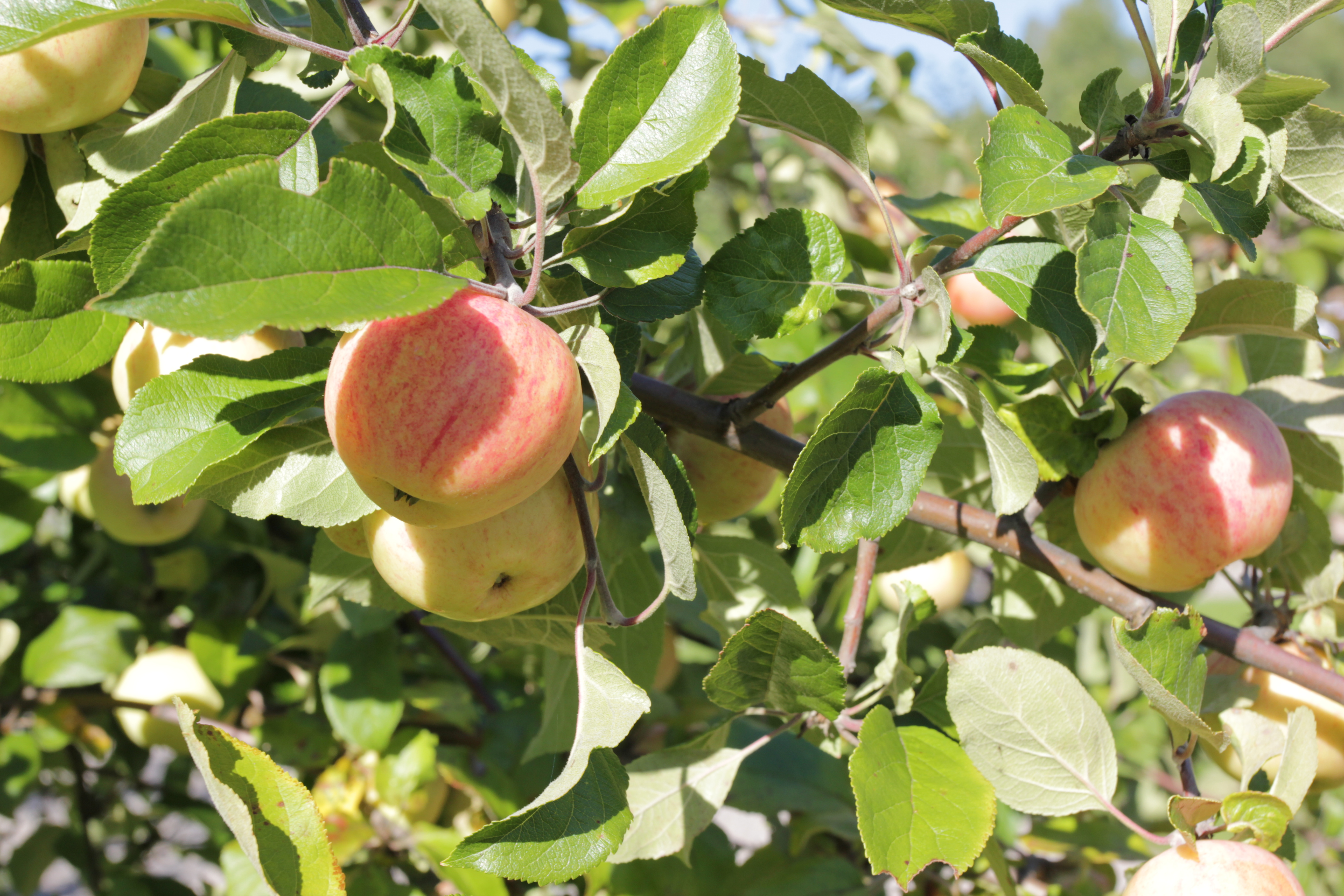
Vit astrakan i Gamla Stabergs barockträdgård.

Astrakaner är en grupp av äppelsorter av medelstora äpplen med mjukt och sött fruktkött och ett tunt vaxlager över skalet. Namnet kommer från staden Astrachan, men det är oklart var själva äppelsorterna har sitt ursprung. Bland kända astrakaner finns Gyllenkroks astrakan, röd astrakan och vit astrakan. Enligt pomologen Carl G. Dahl räknas även Stenbock till astrakanerna. Svensk astrakan är en synonym till klaräpple.
Carl von Linné omtalar "astracanske äplen" från Uppsala 1748. I Vilhelm Mobergs romansvit Utvandrarserien är astrakanäpplet en symbol för huvudpersonen Kristinas hemlängtan. Vid hennes barndomshem fanns ett astrakanträd och maken skickade efter kärnor när de etablerat sig i Amerika. Hon fick sedan det första äpplet från det på sin dödsbädd.